# День сияющей звезды
День сия́ющей звезды́ (кор. 광명성절?, 光明星節?) — праздничный день в КНДР, приходящийся на 16 февраля — день рождения Ким Чен Ира. Вместе с Днём Солнца — днём рождения его отца Ким Ир Сена, этот день считается важнейшим общегосударственным праздником в КНДР.
Ким Чен Ир родился в 1941 году в СССР, хотя северокорейская пропаганда и настаивает на том, что он родился 16 февраля 1942 года на горе Пэктусан. Его день рождения стал официальным праздником в 1982 году. В 2012 году — через год после смерти Ким Чен Ира — праздник получил название «День сияющей звезды».
Наиболее увлекательные торжества проходят в Пхеньяне и включают в себя массовые гимнастические и музыкальные представления, фейерверки, военные демонстрации и массовые танцевальные вечера.

## Предыстория

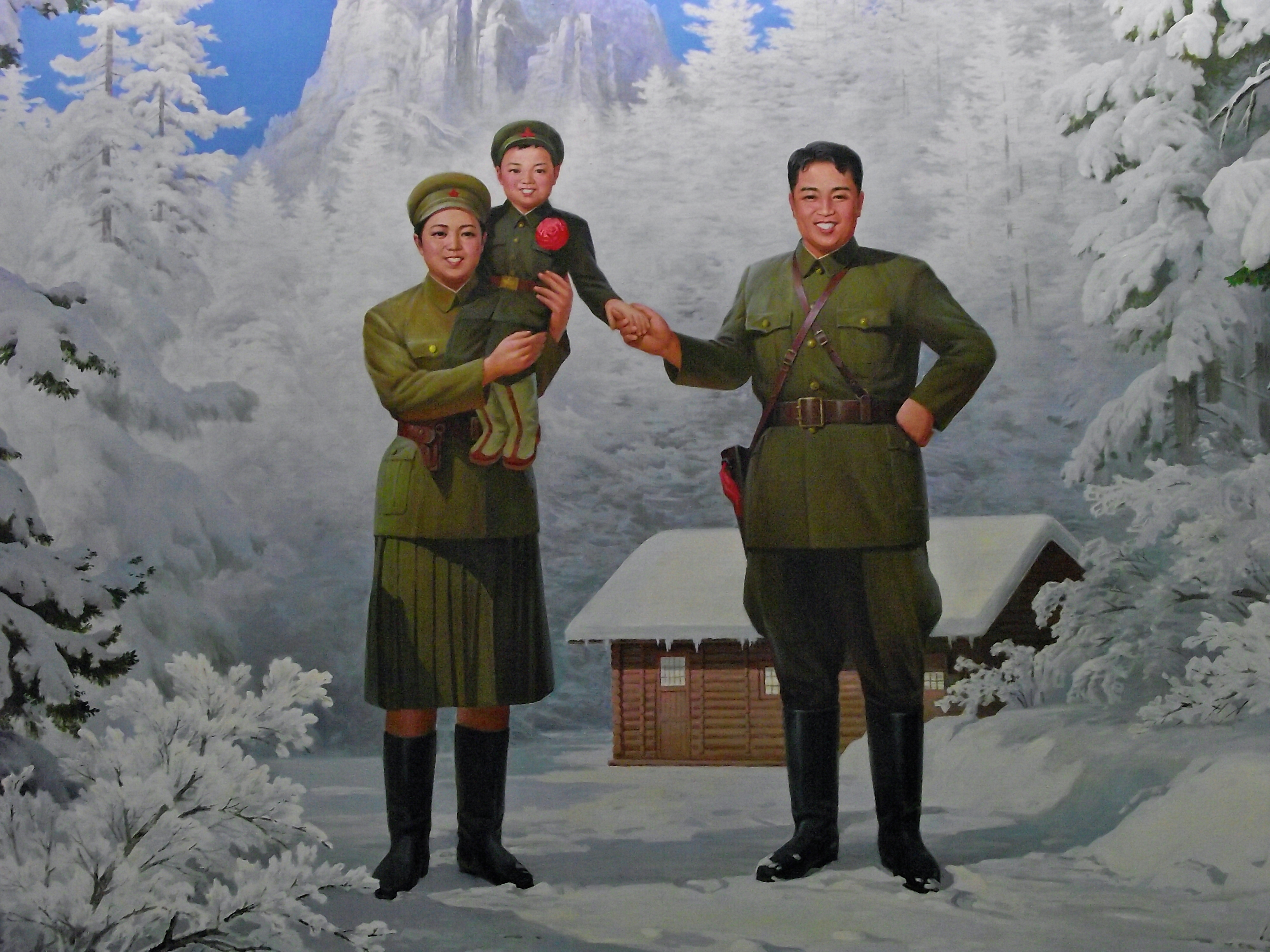
По данным северокорейской пропаганды, Ким Чен Ир родился в тайном лагере на горе Пэктусан 1942 года

Ким Чен Ир родился в феврале 1941 года. Его родителей звали Ким Ир Сен и Ким Чен Сук; они жили в Хабаровском крае (СССР), куда Ким Ир Сен попал после ухода партизанской группы из Маньчжурии. Тем не менее северокорейская пропаганда настаивает на том, что Ким Чен Ир родился 16 февраля 1942 на горе Пэктусан, являющейся якобы мифическим местом происхождения всего корейского народа. Там, согласно пропаганде, Ким Ир Сен основал партизанский лагерь. В действительности, партизаны сосредоточились в Маньчжурии, а Ким Ир Сен в то время был на советском Дальнем Востоке (и до, и после рождения Ким Чен Ира).
В северокорейской пропаганде Ким Чен Ир часто ассоциируется с образом звезды. Он наиболее часто упоминается как «яркая звезда», или «сияющая звезда» (кор. 광명성). Согласно легенде, яркая звезда появилась на небе в ночь, когда он родился, и партизаны вырезали надписи на деревьях, провозглашая: «Три сияющих героя в Корее с духом горы Пэктусан: Ким Ир Сен, Ким Чен Сук и Кванменсон („яркая звезда“)» и «О! Корея! Звезда Пэктусан родилась!».

## История
День рождения Ким Чен Ира отмечается с 1976 года, но стал этот день национальным праздником только в 1982 году. Когда Ким Чен Ир пришёл к власти, его день рождения был отмечен в календаре Чучхе как «Весна человечества». По мнению Майкла Меддена, эксперта по КНДР, как правило, Ким Чен Ир избегал публичных выступлений в свой день рождения. Он демонстративно позиционировал себя человеком из народа, который предпочел бы осмотреть завод или военный объект, чем чествовать себя.
Праздник получил свое нынешнее название в 2012 году, через год после смерти Ким Чен Ира, когда Политбюро ЦК ТПК объявило о том, что «16 февраля, величайший праздник нации, когда родился великий вождь Ким Чен Ир, будет отмечен как День сияющей звезды». В знак почитания этого дня была открыта конная статуя Ким Чен Ира и Ким Ир Сена.

## Празднование

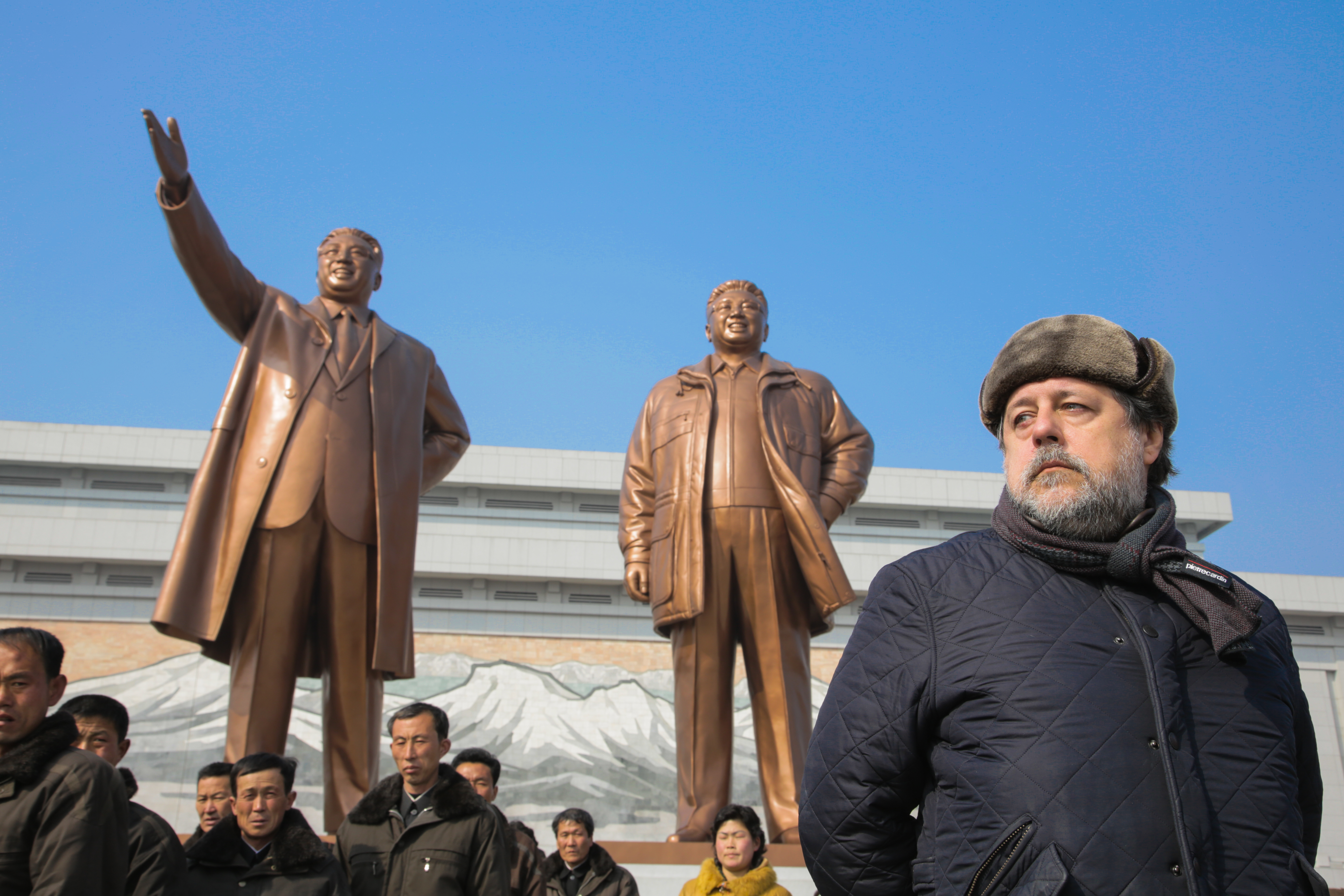
Режиссёр Виталий Манский у Большой монумент на холме Мансу во время празднования Дня сияющей звезды

Праздник начинается 16 февраля и длится два дня. Празднования проходят по всей стране; в Пхеньяне проводятся праздничные мероприятия, такие как массовые гимнастические упражнения, музыкальные спектакли, фейерверки, военные демонстрации, массовые танцевальные вечера. Гуляющие выстраиваются с флагами и транспарантами. Миллионы людей посещают Кымсусанский дворец Солнца, где лежат тела Ким Ир Сена и Ким Чен Ира. В эти дни проходит также выставка орхидеи Кимченирий — орхидеи, названной в честь Ким Чен Ира, цветение которой выгоняется на даты Дня сияющей звезды. За пределами Пхеньяна чествования не являются столь торжественными. Нередко правительство КНДР в День сияющей звезды выделяет для населения больше чем обычно продовольствия и электроэнергии. Дети в этот день получают конфеты, и это один из немногих дней, в которые в Союз детей Кореи принимаются новые члены. Документальный фильм-хроника Виталия Манского «В лучах солнца» освещает подобную церемонию в День сияющей звезды. Двухмесячный период между Днем сияющей звезды и Днем Солнца называется фестивалем верности и гуляния происходят повсеместно.
12 февраля 2013, за несколько дней до праздника, в честь Дня Сияющей Звезды КНДР провела своё третье ядерное испытание.